# 本矢作城
本矢作城（もとやはぎじょう）は、千葉県香取市本矢作にあった日本の城。香取市指定史跡。

## 概要
本矢作城は、千葉常胤の五男・国分胤通が築いたものである。「千葉大系図」によると、胤通は保元元年（1156年）に生まれ、当初、現在の市川市にあった下総国葛飾郡国分郷を与えられて国分氏を名乗ったが、その後この地に移って本矢作城を築いた。築城時期は、鎌倉時代のはじめころと考えられている。
現在、遺構はほとんど残っておらず、「馬場先」「人見台」「鍛冶屋台」「蔵屋敷」「観音」「妙見寺」「ささ堀」などの地名を残しているに過ぎない。
胤通のあとは、常義、胤実、胤長と4代に渡って本矢作城にいたが、胤長の二子・泰胤のとき、約2.2キロメートル北方の矢作城に城替えしたという。

## 構造
城の構造は単郭であり、土塁、空堀などが一部残存するが、正確な規模は不明である。本丸跡は現在宅地となって字名を「タテ」といい、元々は「館」の字を使用していた。家の裏側に国分氏累代の墓石がある。城内には、妙見祠の跡地があり、城の東側に菩提寺である知足院を配している。

## アクセス
- JR成田線　佐原駅から京成成田駅行きバス　赤坂台下車　徒歩25分